# توماس كينيلي
توماس مايكل كينيلي (بالإنجليزية: Thomas Keneally)، الحاصل على وسام أستراليا (وُلد في 7 أكتوبر عام 1935) هو روائي مُنتج وكاتب مسرحي وكاتب مقالات أسترالي. اشتُهر بروايته الواقعية فُلك شندلر، قصة إنقاذ أوسكار شندلر لليهود خلال الهولوكوست، والتي فازت بجائزة بوكر الأدبية في عام 1982. تحول الكتاب لاحقًا إلى فيلم قائمة شندلر الصادر في عام 1993 للمخرج ستيفن سبيلبرغ، والذي فاز بجائزة الأوسكار لأفضل فيلم.

## النشأة
وُلد والدا كينيلي (إدموند توماس كينيلي وإلي مارغريت كويل) لآباء إيرلنديين يعملون في الأخشاب ومنتجات الألبان في بلدة كيمبسي، نيو ساوث ويلز، وعلى الرغم من أنه وُلد في سيدني، إلا أنه قضى سنواته المبكرة هناك أيضًا. سافر والده، إدموند توماس كينيلي، ضمن القوات الجوية الملكية الأسترالية في الحرب العالمية الثانية، ثم عاد إلى العمل في شركة صغيرة في سيدني. بحلول عام 1942، انتقلت الأسرة إلى 7 لوفتوس كريسنت، هومبوش، وهي ضاحية للطبقة العاملة في غرب سيدني وسجل كينيلي في رابطة الأخوة المسيحيين في كلية سانت باتريك، ستراثفيلد. بعد فترة وجيزة، وُلد شقيقه جون. درس كينيلي اللغة الإنجليزية وحصل على الشهادة مع مرتبة الشرف في عام 1952، تحت إشراف الأخ جيمس أثناسيوس ماكغليد، وفاز بمنحة الكومنولث.
التحق كينيلي بعد ذلك بمدرسة سانت باتريك، مانلي، للتدريب ككاهن كاثوليكي. على الرغم من أنه رُسم كشماس أثناء وجوده في المدرسة، إلا أنه غادرها بعد ست سنوات في حالة من الاكتئاب ودون ترسيمه ليكون كاهنًا. عمل كمدرس في سيدني قبل نجاحه كروائي وكان محاضرًا في جامعة نيو إنجلاند (1968-1970).
عُرف كينيل باسم «ميك» حتى عام 1964 لكنه بدأ في استخدام اسم توماس عندما بدأ في النشر، بعد نصيحة من ناشره باستخدام ما كان عليه اسمه الحقيقي.

## الحياة الشخصية
تزوج كينيلي من جودي مارتن، التي كانت ممرضة آنذاك، في عام 1965، ولديهما ابنتان، مارغريت وجانيت.
كان كينيلي الرئيس المؤسس (1991-1993) لحركة الجمهورية الأسترالية ونشر كتابًا حول موضوع جمهوريتنا في عام 1993. تظهر العديد من مقالاته عن الجمهورية على موقع الحركة على الإنترنت. وهو أيضًا مشجع قوي لدوري الرجبي لكرة القدم، وخاصةً نادي نسور البحر مانلي-وارينغا في دوري الرجبي الوطني. في عام 2004، ألقى محاضرة توم بروك السنوية السادسة. ظهر في فيلم درامي عن دوري الرجبي الصادر في عام 2007 بعنوان الشتاء النهائي.
في مارس عام 2009، قدم رئيس وزراء أستراليا، كيفين رود، نسخة موقعة بخط يده من سيرة كينيلي لنكولن إلى الرئيس باراك أوباما كهدية من الدولة.
ابن شقيق كينيلي بن متزوج من رئيسة الوزراء السابقة لنيو ساوث ويلز ومذيعة الأخبار في قناة سكاي نيوز أستراليا الآن السناتور كريستينا كينيلي.

## فُلك شندلر
كتب كينيلي رواية حائزة على جائزة بوكر الأدبية في عام 1982، مستوحاة من جهود بولديك بفيفيربرغ، أحد الناجين من الهولوكوست. في عام 1980، التقى كينيلي بفيففيربرغ في متجر الأخير، وعلم أنه كان روائيًا، وأظهر بفيفيربرغ له ملفاته الكاملة عن أوسكار شندلر، بما في ذلك القائمة الأصلية نفسها. كان كينيلي مهتمًا، وأصبح بفيفيربرغ مستشارًا للكتاب، إذ رافق كينيلي إلى بولندا حيث زار كراكوف والمواقع المرتبطة بقصة شندلر. أهدى كينيلي سفينة شندلر لفيففيبرغ: «والذي تسبب في كتابة هذا الكتاب بحماس وإصرار». قال في مقابلة في عام 2007 إن ما جذبه إلى أوسكار شندلر هو أنه «لم يكن بإمكانك القول أين انتهت الانتهازية وبدأ الإيثار. وأنا أحب الحقيقة التخريبية التي تقول إن الروح تتنفس حيث تذهب. لذلك، سيبرز ذلك الخير من الأماكن البعيدة». تحول الكتاب لاحقًا إلى فيلم بعنوان قائمة شندلر (1993) من إخراج ستيفن سبيلبرغ، وفاز المخرج بجائزة الأوسكار لأفضل مخرج. لقاء كينيلي مع بفيفيربرغ وجولاتهم البحثية موجود بالتفصيل في كتاب البحث عن شندلر: مذكرات (2007).
تقع بعض وثائق بفيفيربرغ التي ألهمت كينيلي الآن في مكتبة ولاية نيو ساوث ويلز في سيدني. في عام 1996 اشترت مكتبة الولاية هذه المواد من هاوٍ شخصي.

## روابط خارجية
- توماس كينيلي على موقع IMDb (الإنجليزية)
- توماس كينيلي على موقع الموسوعة البريطانية (الإنجليزية)
- توماس كينيلي على موقع مونزينجر (الألمانية)
- توماس كينيلي على موقع ألو سيني (الفرنسية)
- توماس كينيلي على موقع أول موفي (الإنجليزية)
- توماس كينيلي على موقع قاعدة بيانات برودواي على الإنترنت (الإنجليزية)
- توماس كينيلي على موقع قاعدة بيانات الأفلام السويدية (السويدية)
- توماس كينيلي على موقع إن إن دي بي (الإنجليزية)
- توماس كينيلي على موقع قاعدة بيانات الفيلم (الإنجليزية)
- توماس كينيلي على موقع كينوبويسك (الروسية)